# Grigori Boïarinov
 (juin 2019).
Si vous disposez d'ouvrages ou d'articles de référence ou si vous connaissez des sites web de qualité traitant du thème abordé ici, merci de compléter l'article en donnant les références utiles à sa vérifiabilité et en les liant à la section « Notes et références ».
Grigori Ivanovitch Boïarinov (en russe : Григорий Иванович Бояринов), né le 15 novembre 1922 dans le village de Soukromlia, dans la province de Smolensk, et mort le 27 décembre 1979 au palais Tajbeg en Afghanistan, est un militaire soviétique. Il est le chef de l'opération Chtorm-333, consistant à un assaut du palais du président afghan Hafizullah Amin. Il trouve la mort durant cette opération. Il est élevé à la dignité de Héros de l'Union soviétique en 1980 à titre posthume.

## Biographie
Il naît en Union soviétique, le 15 novembre 1922, dans le village de Soukromlia (en russe : Сукромля), aujourd'hui situé dans le raion de Ierchitchi (Ершичский) de la région de Smolensk, dans une famille de paysans.
Il va à l'école d'Akimovka (Акимовка) jusqu'à ses quinze ans.
Il est mobilisé en 1939 par l'Armée rouge et suit une éducation militaire à l'école de Tcherkassy qui sera déplacée au printemps 1941 à Sverdlovsk.
En juillet 1941, il est diplômé de la 2e école d'infanterie militaire de Sverdlovsk. Dans les combats de la Grande Guerre patriotique, il prend part en tant que commandant de peloton de mortier sur le Front du Nord-Ouest. Il participe à des batailles défensives en direction de Tikhvine (opération défensive de Tikhvine). Le 11 novembre 1941, il est blessé à la tête et envoyé à l'hôpital. En décembre 1941-janvier 1942, il commande une compagnie d'un régiment de chasse du Front du Nord-Ouest. Il participe à des combats défensifs dans l'oblast de Novgorod. Le 23 janvier 1942, il est blessé au bras gauche. Il entre au parti communiste de l'Union soviétique à ce moment.
En février, il sert dans les forces frontalières du NKVD qui combattent dans le nord-ouest, sur le front de Léningrad et le 2e front de la Baltique. Il prend part aux opérations de Demiansk, de Staraïa Roussa, de Staraïa Roussa-Novorjev. Il commande une école de tireurs d'élite, prépare une division de diversion et les mène ensuite lui-même au combat.
En juillet-octobre 1944, il est à l'état-major d'un bataillon de tireurs du 9e régiment des garde-frontières qui garde l'arrière du front de Léningrad.
Jusqu'en 1948, il sert dans un détachement frontalier du district frontalier du Nord-Ouest. En 1953, il suit une formation à l'institut militaire du ministère de la Sécurité, après quoi il y dirige une chaire d'enseignement. En 1959, il termine un cycle post-universitaire à l'académie militaire Frounzé. Il défend sa thèse sur le thème La tactique des opérations de résistance dans la guerre future. Il est la même année candidat au doctorat d'État en sciences militaires.
Il est devenu colonel à 32 ans, ce qui est un cas très rare en temps de paix, particulièrement au KGB. Le colonel Ilya Starinov (ancien combattant de quatre guerres, partisan célèbre, et officier du renseignement), avec qui il noue une amitié pendant douze ans, a une grande influence sur la formation de Grigori Ivanovitch Boïarinov en tant que scientifique. 
À partir de 1961, il enseigne à l'école supérieure de l'Armée rouge (aujourd'hui académie du service fédéral de sécurité de Russie).
Il commence en 1969 à diriger les cours de qualification supérieure des officiers du KGB. Pendant l'été 1979, Boïarinov est envoyé en Afghanistan en qualité de commandant d'une unité des forces spéciales « Zénith » qui participe à l'opération « Tempête 333 », à l'attaque du palais Tajbeg et à la liquidation du président du conseil de la révolution de la République démocratique d'Afghanistan Hafizoullah Amine, et où il trouve la mort au combat.
Par un décret du præsidium du Soviet suprême de l'Union soviétique du 28 avril 1980, le colonel Boïarinov se voit décerner, pour sa bravoure et son héroïsme montrés dans l'exercice de ses fonctions internationales en République d'Afghanistan, le titre de héros de l'Union soviétique (à titre posthume).
Il est enterré au monastère Kouzminski de Moscou.